# Sirena (instrumento acústico)

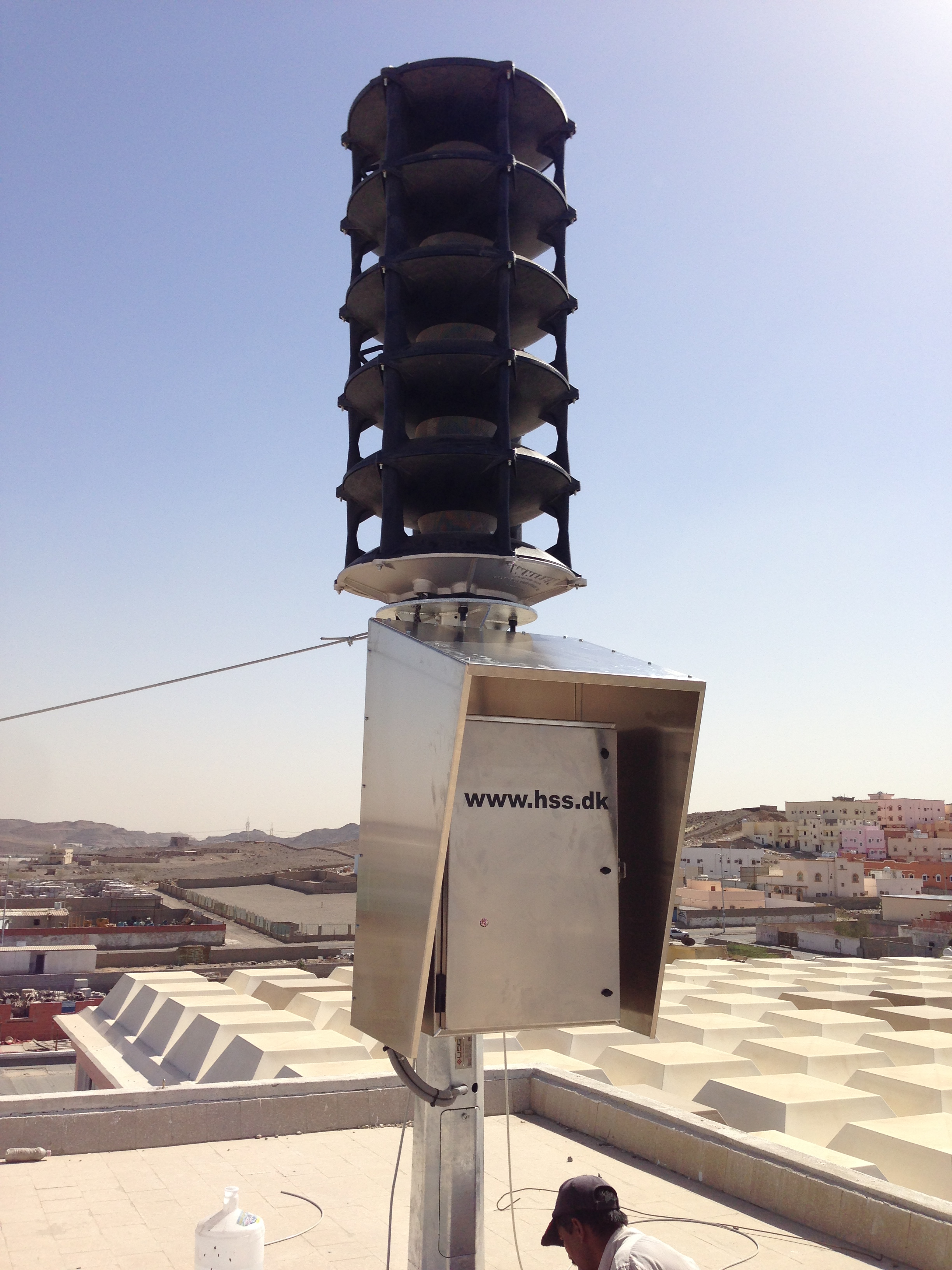
Unas sirenas electrónicas HSS Engineering TWS 295.

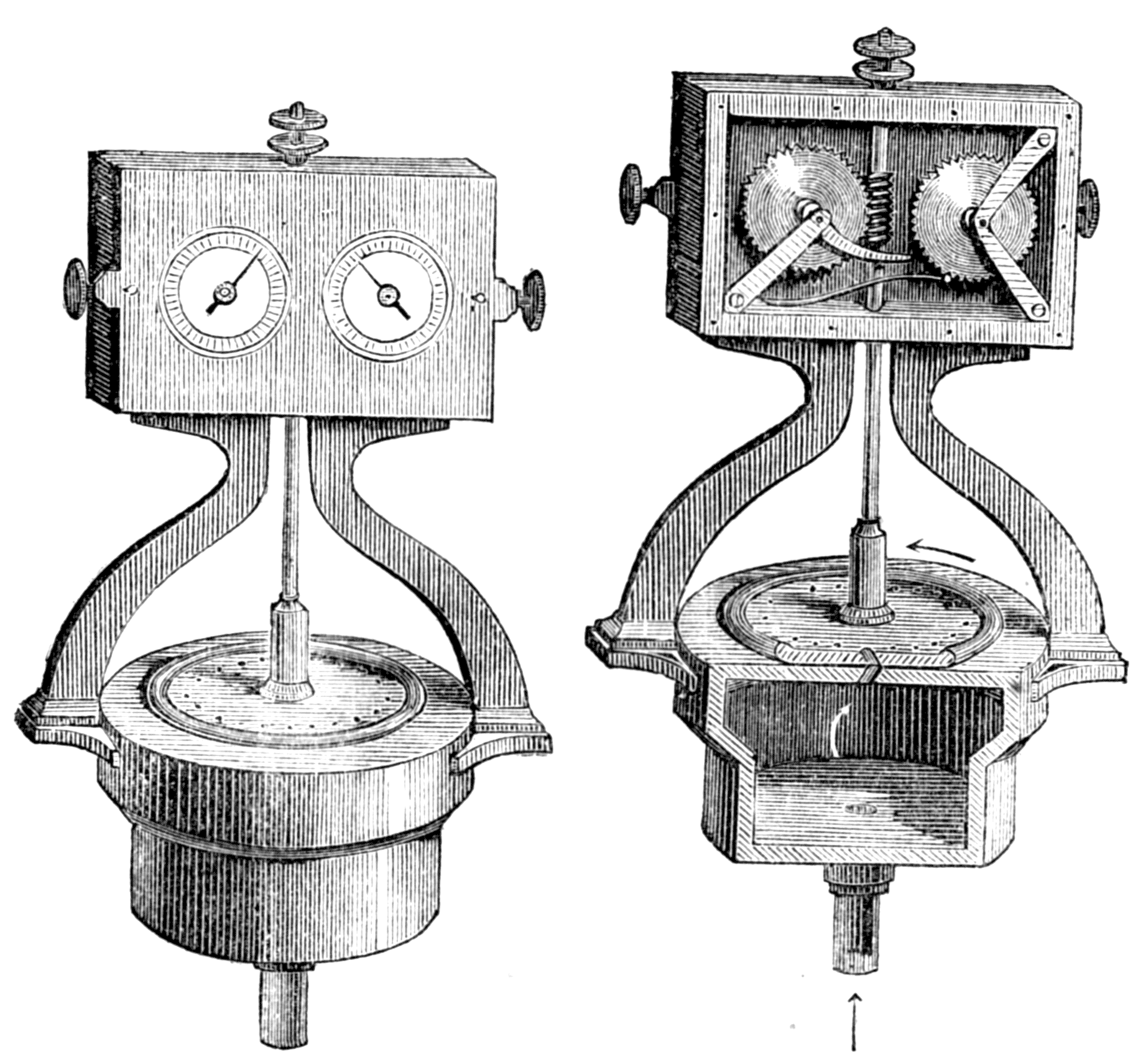
Sirena del en un grabado de 1872.

Una sirena es un instrumento acústico que emite un sonido muy fuerte y molesto. Fue inventada por el físico francés Charles Cagniard de la Tour en 1819, que le dio este nombre en recuerdo de las sirenas de la mitología griega. Las sirenas modernas sirven para la defensa civil o ataque aéreo, sirenas de tornado o las sirenas de emergencia en los vehículos de servicio, tales como ambulancias, coches de policía y camiones de bomberos. También se han usado para marcar el final de los turnos en las instalaciones industriales. Las hay de tres tipos: mecánicas, electroneumáticas y electrónicas.

## Características
Una sirena es un aparato generador de sonidos mediante las interrupciones periódicas de una corriente de aire o vapor, por uno o más discos con agujeros situados formando un círculo. La sirena emite un sonido de frecuencia igual al producto del número de orificios por el de revoluciones. La sirena de Charles Cagniard de la Tour (1819) es un aparato que utiliza el aire comprimido y con un mecanismo similar a una turbina. Las sirenas son usadas en las locomotoras de vapor y los barcos para hacer señales, y también en las fábricas para indicar la hora de entrada y de salida, y también en las investigaciones acústicas. 
Desde el siglo XX, se conoce como sirena a cualquier dispositivo electrónico que produce un sonido similar al de la sirena mecánica, y que se utiliza como señal por los bomberos, ambulancias, policía ...

## Tipos de sirenas

### Electrónica

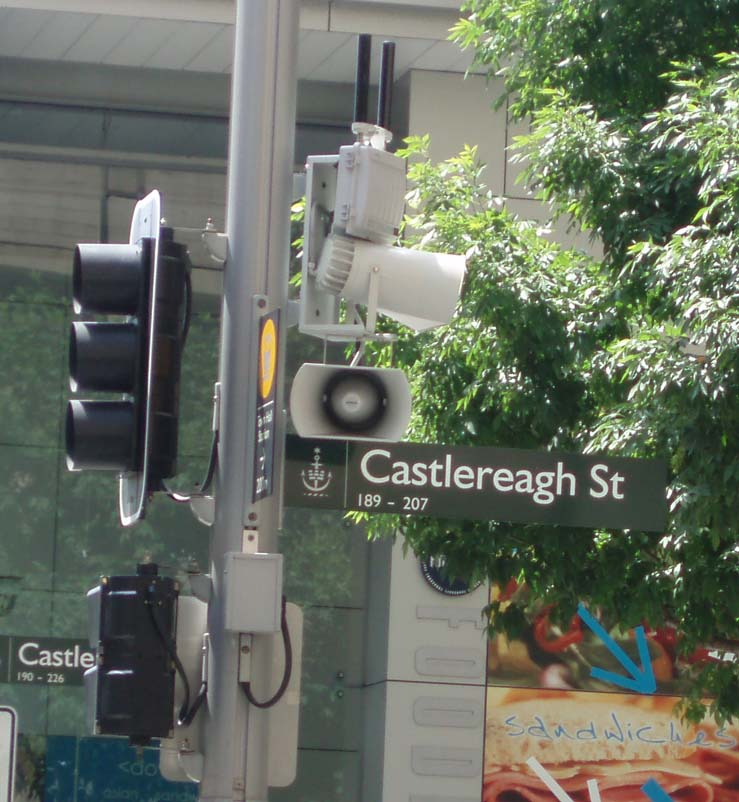
Sirena electrónica.

La sirena electrónica se compone de una unidad de control que ha almacenado en el interior la secuencia de tonos, y uno o dos altavoces conectados a esta unidad. El uso de sirenas electrónicas está muy extendido, siendo especialmente adecuadas para su funcionamiento continuo, también tienen un bajo consumo eléctrico y no requieren mantenimiento. 
La sirena electrónica de última generación utiliza altavoces muy potentes (neodimio) que permiten una mayor audibilidad y, por tanto, una mayor eficacia. Algunos incluso han llegado a 200 vatios de potencia cada uno, y se pueden integrar en el techo del vehículo o en el motor.

### Electroneumática

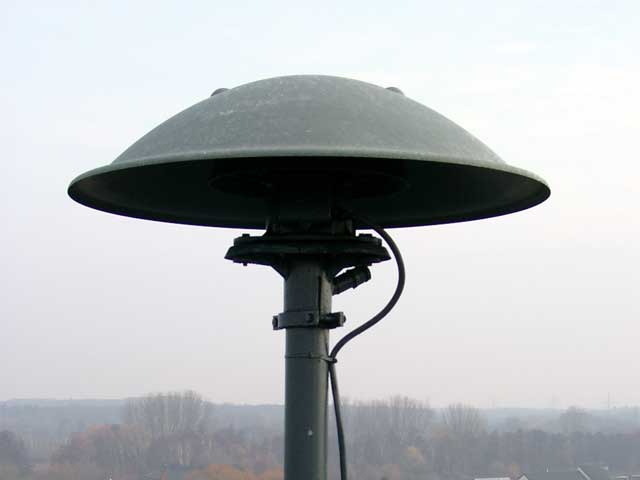
Sirena electroneumática.

La sirena electro-neumática tiene dos o más trompetas de membrana, alimentadas por un compresor equipado con un dispositivo rotativo que gestiona la secuencia de tonos. Este tipo de sirena requiere mantenimiento periódico, ya que el compresor requiere ser lubricado con aceite y se debe comprobar el nivel para evitar un sobrecalentamiento de la unidad. La instalación de estas sirenas se produce normalmente en el compartimento del motor y la posición de trompetas en la azotea es común para los vehículos pesados. Las versiones actuales están equipados con un compresor para servicio continuo, a diferencia de los modelos más antiguos que tienden a recalentarse después de varios minutos de funcionamiento ininterrumpido.

### Mecánica

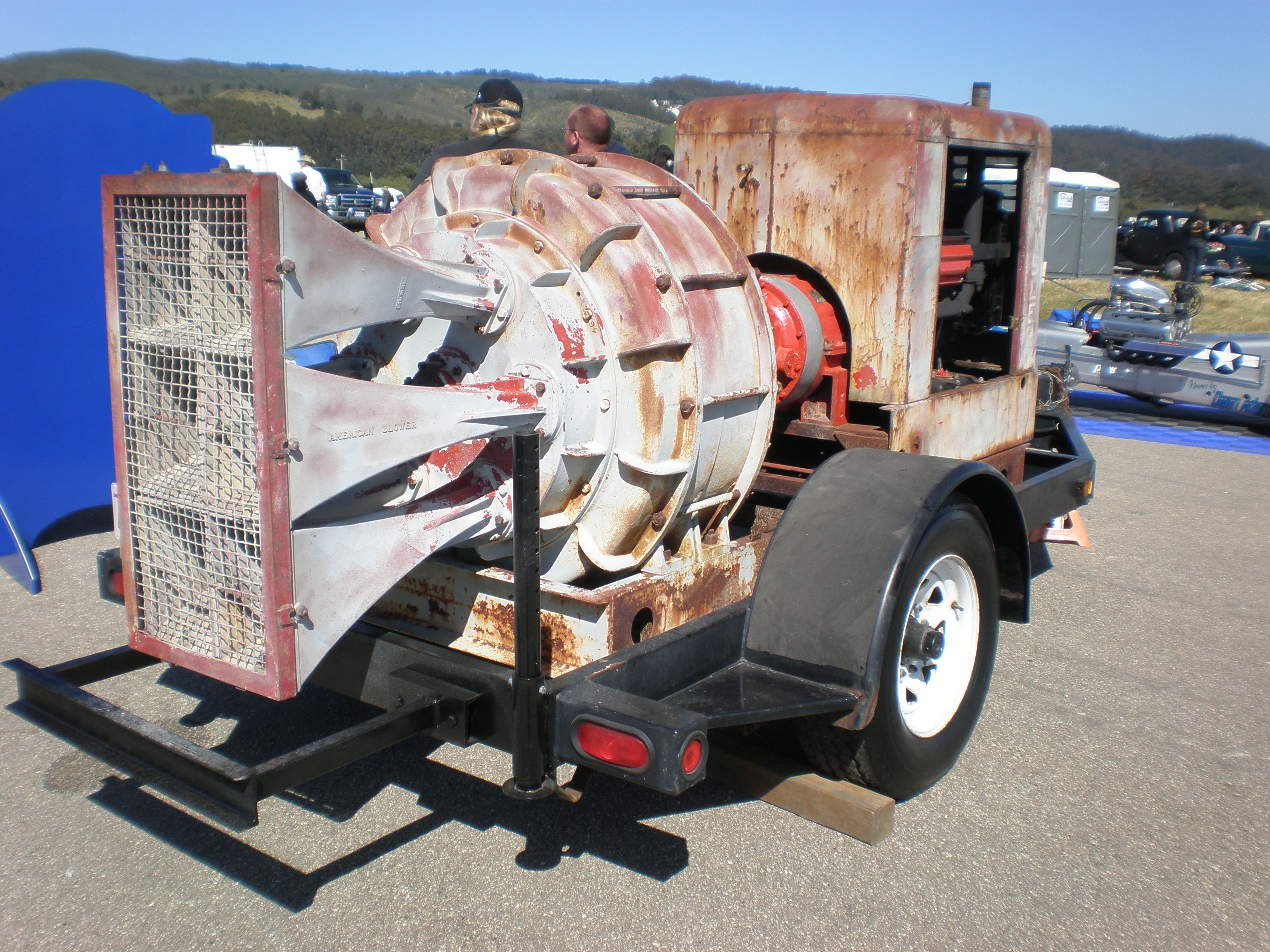
Sirena mecánica.

La sirena mecánica es un cuerpo único, que incluye dentro un motor conectado a un ventilador especial provisto de dientes en su circunferencia, que al soplar a través de unos ports o ventanas que posee distribuidos el cuerpo a su alrededor, genera un sonido largo y grave, o bien agudo (silbato) que se puede ajustar de forma automática a través de un relé intermitente; a veces también incluye un botón de control manual. La corona dentada del ventilador (que forma una sola pieza) es la responsable de la interrupción periódica de la corriente de aire que el ventilador sopla por los ports, generando así sonido.